# (2703) Rodari
(2703) Rodari (1979 FT2; 1976 MN; 1979 GU) ist ein Asteroid des inneren Hauptgürtels, der am 29. März 1979 vom russischen (damals: Sowjetunion) Astronomen Nikolai Stepanowitsch Tschernych am Krim-Observatorium (Zweigstelle Nautschnyj) auf der Halbinsel Krim (IAU-Code 095) entdeckt wurde.

## Benennung
(2703) Rodari wurde nach dem italienischen Schriftsteller und Kinderbuchautor Gianni Rodari (1920–1980) benannt.